# Referéndum constitucional de Haití de 1935
Un referéndum constitucional tuvo lugar en Haití el 2 de junio de 1935. La enmienda extendería el periodo del presidente Sténio Vincent y fue supuestamente aprobado por el 100 % de los electores, con solo 297 votos en contra.

## Resultados
| Opción                | Votos   | %   |
| --------------------- | ------- | --- |
| A favor               | 614 217 | 100 |
| En contra             | 297     | 0,0 |
| Votos en blanco/nulos |         | -   |
| Total                 | 614 514 | 100 |
| Fuente: Nohlen        |         |     |